# Lila Lapanja
Lila Lapanja (Truckee, 3 dicembre 1994) è una sciatrice alpina statunitense naturalizzata slovena dalla stagione 2024-2025.

## Biografia
Figlia dello sciatore alpino sloveno Vojko, ha doppio passaporto, statunitense e sloveno, e ha gareggiato nella prima parte della sua carriera per la nazionale statunitense; originaria di Incline Village (sulle rive del Lago Tahoe), Lila Lapanja ha debuttato in gare FIS il 2 gennaio 2010 partecipando allo slalom speciale tenutosi sul tracciato di Sugar Bowl, negli Stati Uniti, e giungendo 3ª. Il 29 novembre stesso anno, nella medesima specialità, ha esordito in Nor-Am Cup a Loveland, senza concludere la seconda manche.
Nel 2013, il 7 gennaio, ha debuttato in Coppa Europa nello slalom gigante di Zinal, senza qualificarsi per la seconda manche, mentre il 18 dicembre ha colto il primo podio in Nor-Am Cup a Vail, piazzandosi 3ª nello slalom speciale in programma. Al termine della stagione 2013-2014 ha vinto la classifica di slalom speciale del circuito continentale nordamericano. Ha esordito in Coppa del Mondo il 28 novembre 2015 ad Aspen in slalom speciale, senza completare la prova; dalla stagione 2024-2025 gareggia per la nazionale slovena e ai Mondiali di Saalbach-Hinterglemm 2025, sua prima presenza iridata, non ha completato lo slalom speciale. Non ha preso parte a rassegne olimpiche.

## Palmarès

### Coppa del Mondo
- Miglior piazzamento in classifica generale: 111ª nel 2016

### Coppa Europa
- Miglior piazzamento in classifica generale: 38ª nel 2024

### Nor-Am Cup
- Miglior piazzamento in classifica generale: 4ª nel 2016 e nel 2020
- Vincitrice della classifica di slalom speciale nel 2014, nel 2016, nel 2020 e nel 2022
- 21 podi:
  - 8 vittorie
  - 4 secondi posti
  - 9 terzi posti

#### Nor-Am Cup - vittorie
| Data             | Località        | Paese       | Specialità |
| ---------------- | --------------- | ----------- | ---------- |
| 14 dicembre 2015 | Panorama        | Canada      | SL         |
| 15 dicembre 2015 | Panorama        | Canada      | SL         |
| 6 febbraio 2016  | Mont-Tremblant  | Canada      | SL         |
| 19 novembre 2019 | Copper Mountain | Stati Uniti | SL         |
| 20 novembre 2019 | Copper Mountain | Stati Uniti | SL         |
| 23 novembre 2021 | Copper Mountain | Stati Uniti | SL         |
| 10 febbraio 2022 | Osler Bluff     | Canada      | SL         |
| 28 marzo 2023    | Whistler        | Canada      | SL         |

Legenda:

SL = slalom speciale

### Campionati statunitensi
- 9 medaglie[1][2]:
  - 4 ori (slalom gigante, combinata nel 2021; slalom speciale nel 2023; slalom speciale nel 2024)
  - 4 argenti (slalom speciale nel 2014; slalom speciale nel 2016; slalom speciale nel 2017; slalom speciale nel 2018)
  - 1 bronzo (supergigante nel 2021)